# Grand Larousse encyclopédique
La Grand Larousse encyclopédique en dix volumes (in italiano, Grande enciclopedia Larousse in dieci volumi) è un dizionario enciclopedico francese edito da Larousse tra il febbraio del 1960 e l'agosto 1964, con due ulteriori supplementi. È sia un dizionario, che si focalizza sugli studi e la presentazione delle parole della lingua francese, sia una enciclopedia che copre tutti i rami del sapere.

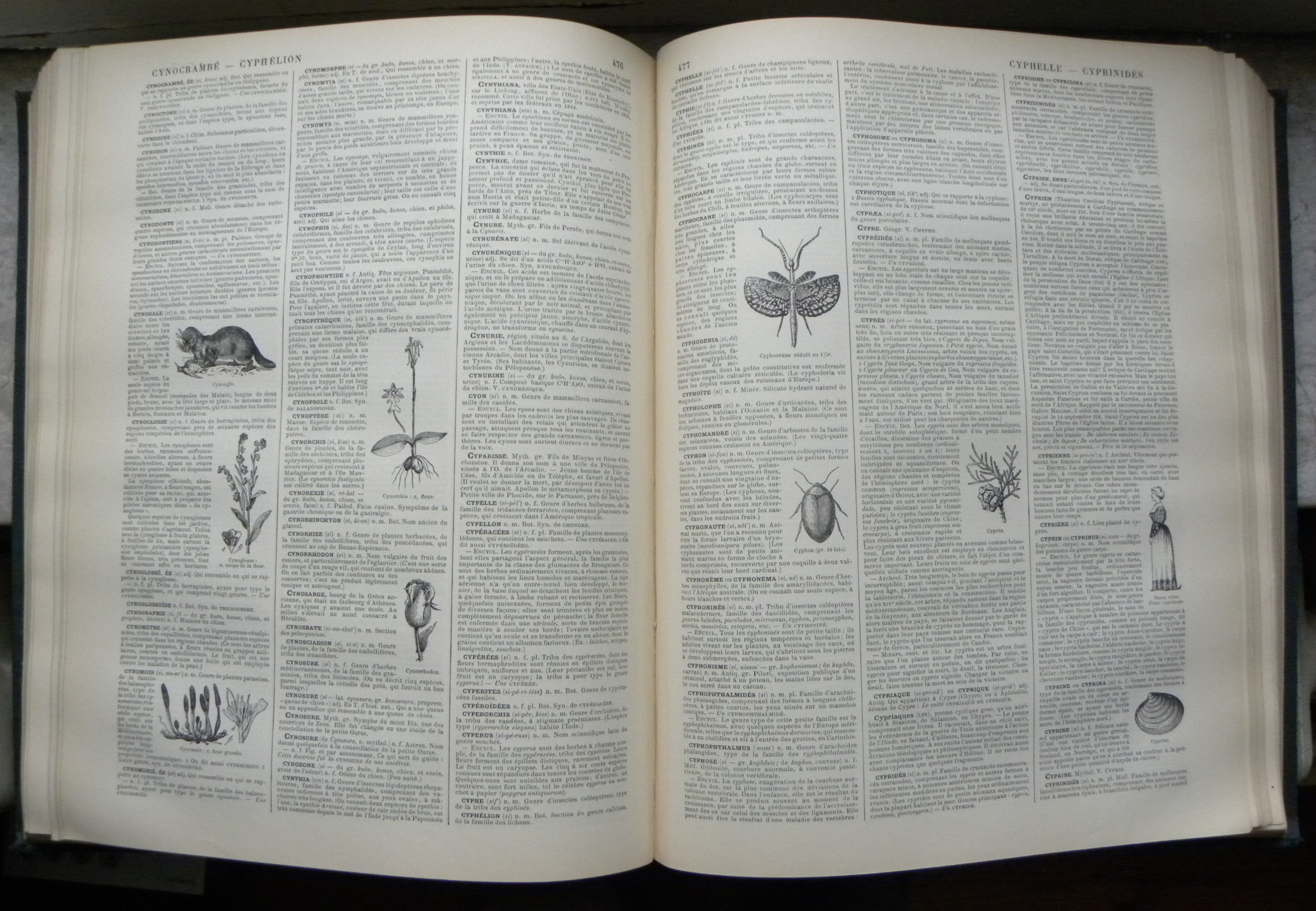
Esempio di impaginazione dell'Enciclopedia Larousse.

## La collaborazione con Rizzoli Editore
Sin dal 1965 l'editore Larousse collabora con la Rizzoli per la redazione di opere enciclopediche. La prima e la più importante di queste fu appunto l'Enciclopedia Rizzoli - Larousse, che era una traduzione ampliata e riveduta del Grand Larousse encyclopédique. L'opera, composta da 20 volumi, ebbe molto successo all'epoca della sua pubblicazione (1966-70) e fu seguita da diversi aggiornamenti (1975, 1982, 1986, 1992, 1997, 2002).
Sulla scia dell'enciclopedia furono pubblicati la Storia Universale (2 voll. 1967), la Geografia (4 voll. 1971) il Piccolo Larousse per ragazzi (2 voll. 1974), l'Enciclopedia Metodica (1991) e altri volumi monografici su vari argomenti. Nel 1995 l'Enciclopedia fu ripubblicata in una veste nuova e nel 1996 uscì, tra le prime in Italia, in formato CD-ROM. Nel 2001 l'enciclopedia multimediale venne completamente rinnovata e comprendeva 6 CD per argomento e 2 CD di mediateca.

## La versione online
Nel maggio 2008, Larousse lanciò anche una versione per Internet. Oltre ai contenuti verificati dell'edizione cartacea si è aperta anche a contributi esterni. Al contrario del modello di Wikipedia, ogni articolo è firmato da un singolo autore che rimane l'unico autorizzato a poter fare modifiche.